# Charley (film)
Charley (Charley One-Eye) è un film western del 1973 diretto da Don Chaffey e interpretato da Richard Roundtree, Roy Thinnes e Nigel Davenport.

## Trama
Un disertore nero dell'Esercito dell'Unione, in fuga dopo aver ucciso il suo comandante, trova riparo nella chiesa di un piccolo villaggio messicano. Qui incontra un indiano storpio che è stato allontanato dalla sua gente e i due decidono di affrontare insieme le minacce rappresentate da un manipolo di banditi e da un cacciatore di taglie razzista.

## Produzione
Il film è stato girato nella città andalusa di Almería.

## Distribuzione
Il film fece il suo debutto a New York il 18 aprile 1973.
Nel giugno del 1974 fu presentato in concorso alla 24ª edizione del Festival di Berlino.